# Santuário Marinho Nacional de Florida Keys
O Santuário Marinho Nacional de Florida Keys é uma área marinha protegida da Flórida que se inicia no Recife da Flórida na costa sul da Flórida e termina na maior comunidade de ervas marinhas contíguas já documentada no hemisfério norte, onde mais de 6.000 espécies de animais são encontrados nessa área, juntamente com a grande variedade de recursos históricos e culturais, tornando essa área apreciada para mergulho, pesca, passeios de barco e observação da vida selvagem, a área percorrida pelo Santuário Marinho Nacional de Florida Keys alcança 9.600 quilômetros quadrados ou 2.800 milhas quadradas, onde cerca de 8% desse habitat é completamente protegido e reconhecida como reservas ecológicas.